# 王寺 (王寺町)
王寺（おうじ）は、奈良県北葛城郡王寺町内の町名、 王寺一丁目から三丁目が設置されている。郵便番号636-0002。

## 地理
王寺町役場や王寺駅南口を擁する王寺町の中心部である。町の北部、葛下川の右岸とJR大和路線に挟まれている。最東端は1丁目で、西に向かって2・3丁目となる。東側に国道25号が通る。南側には葛下川が流れ、概ね平坦な地形である。1丁目は住宅地、2丁目は商業地、3丁目は工業地となり、丁目別の表情が明確である。
2丁目および3丁目には戸建ての住宅が存在しない。3丁目はほぼすべてがニチアスの敷地であり、定住人口は0人。

### 交通
- 国道25号
- 王寺駅（JR西日本） 南口。駅所在地は久度）
- 奈良交通バス
  - 王寺駅停留所

### 施設
- 王寺町役場
- 王寺郵便局
- 西和消防署
- ニチアス王寺工場
- 芳仲繊維 (Liapom) 本社本店